# Museum Kunstpalast
Il Museum Kunstpalast è un museo d'arte di Düsseldorf in Germania.

## Collezione
Nata nella seconda metà del ‘600 per volontà di Giovanni Guglielmo del Palatinato, di sua moglie Anna Maria Luisa de' Medici, e di alcuni ricchi cittadini di Düsseldorf, si è successivamente arricchita di ulteriori collezioni d'arte, tra le quali quella dell'architetto Lambert Krahe. Il museo fu inaugurato ufficialmente nel 1883, ma solo nel 1913 nella sua formula attuale. Dal 2000 è diventato una fondazione (pubblico-privata).
- Arte Moderna
- Scultura / Arti applicate
- Pittura
- Stampe e Disegni

## Opere principali
| N° | Img | Scuola                  | Autore                        | Soggetto/Titolo                | Data      | Tecnica                   | h    | l    |
| -- | --- | ----------------------- | ----------------------------- | ------------------------------ | --------- | ------------------------- | ---- | ---- |
| 01 |     | Rinascimento italiano   | Lorenzo di Credi              | Ritratto di giovane            | Sec. XV   | grafite e gesso su carta  | 19,1 | 13,9 |
| 02 |     | danubiana               | Albrecht Altdorfer            | Susanna al bagno               | 1526      | penna su carta            | 33,2 | 27,4 |
| 03 |     | danubiana               | Lucas Cranach il Vecchio      | Accordo tra amanti             | 1530      | olio su tavola di faggio  | 38,8 | 25,7 |
| 04 |     | pre-barocco fiammingo   | Peter Paul Rubens             | Assunzione di Maria            | 1616-1618 | olio su tavola di quercia | 429  | 284  |
| 05 |     | barocco                 | Gian Lorenzo Bernini          | Testa grottescca               | 1625      | gesso rosso su carta      | 19,5 | 20,2 |
| 06 |     | barocco romano          | Pietro da Cortona             | Madona con il Bambino in trono | 1626-1628 | penna su carta            | 27   | 23,8 |
| 07 |     | neoclassicismo francese | Jean-Baptiste Regnault        | La morte di Cleopatra          | 1796-1799 | olio su tela              | 64   | 80   |
| 08 |     | romanticismo tedesco    | Caspar David Friedrich        | Croce sulla montagna           | 1812      | olio su tela              | 44,5 | 37,4 |
| 09 |     | Nazareni                | Julius Schnorr von Carolsfeld | La fuga in Egitto              | 1828      | olio su tela              | 120  | 114  |
| 10 |     | Ukiyo-e Utagawa         | Utagawa Kunisada              | L'attore Ichikawa Danjurò VIII | Sec. XIX  | xilografia                | 36,2 | 25,2 |
| 11 |     | espressionismo tedesco  | August Macke                  | Quattro ragazze                | 1912      | olio su tela              | 41,3 | 31,8 |